# Энтомологическая коллекция
Энтомологическая коллекция — это собрание насекомых, отобранных по определённым признакам, засушенных и наколотых энтомологической булавкой, хранящихся в специальных коробках.

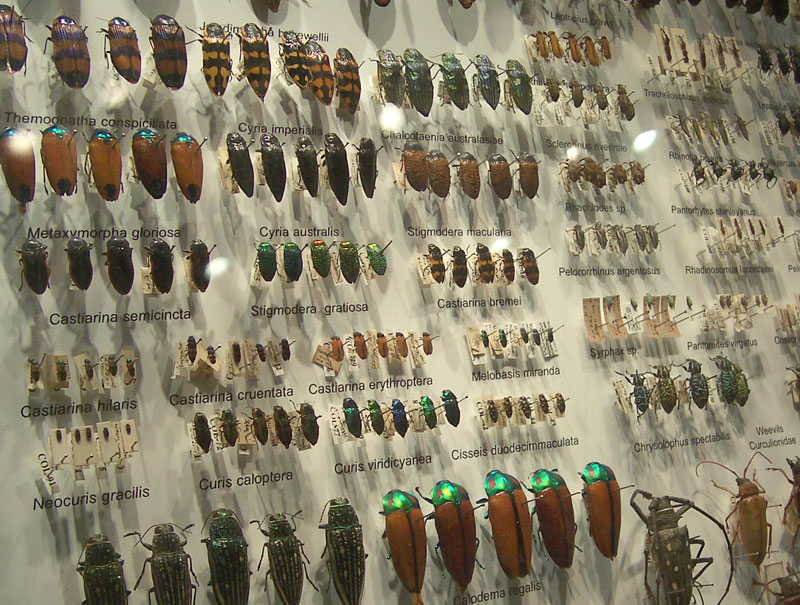
Фрагмент колеоптерологической коллекции Мельбурнского музея, Мельбурн, Австралия

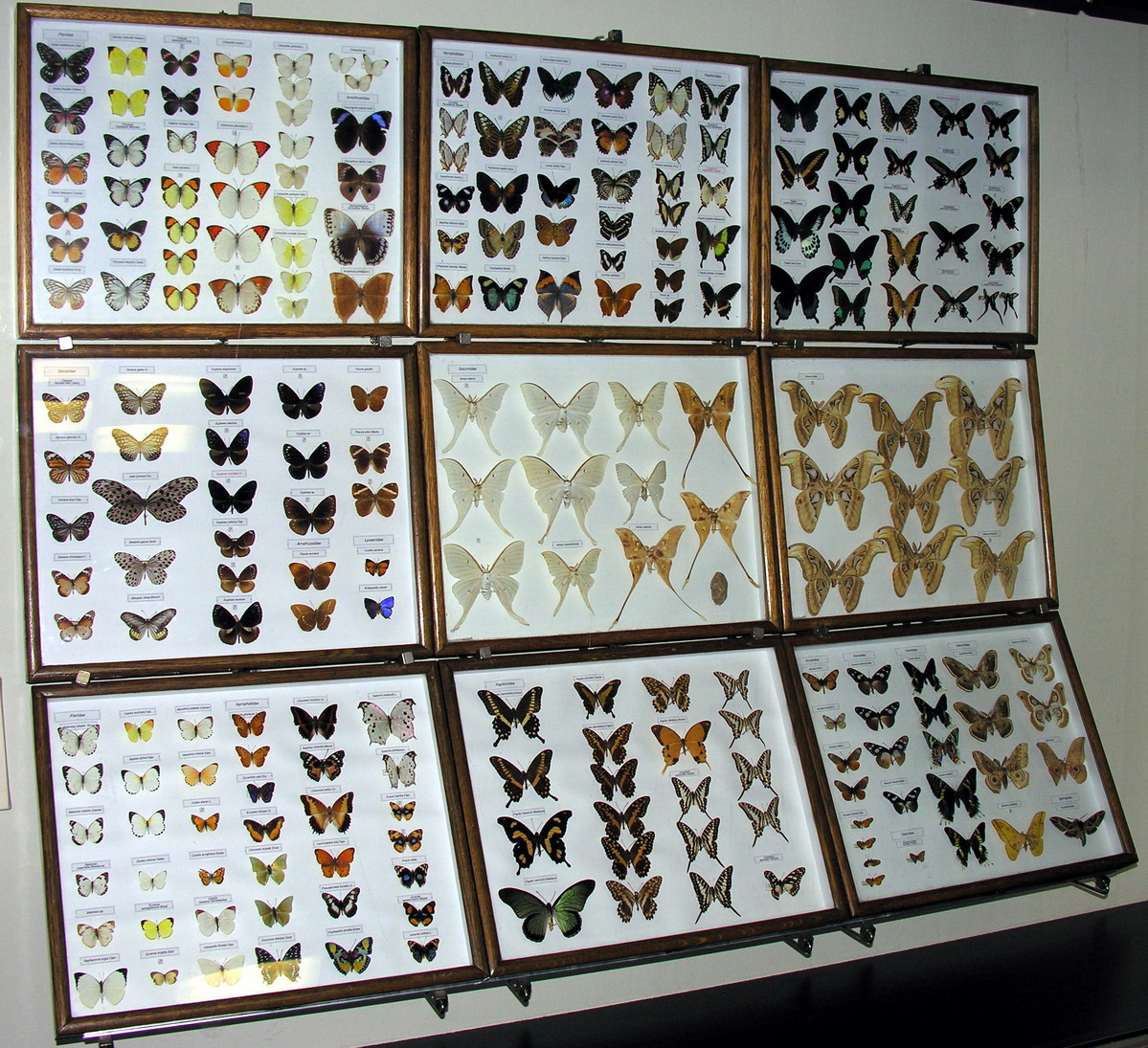
Фрагмент выставочной лепидоптерологической коллекции

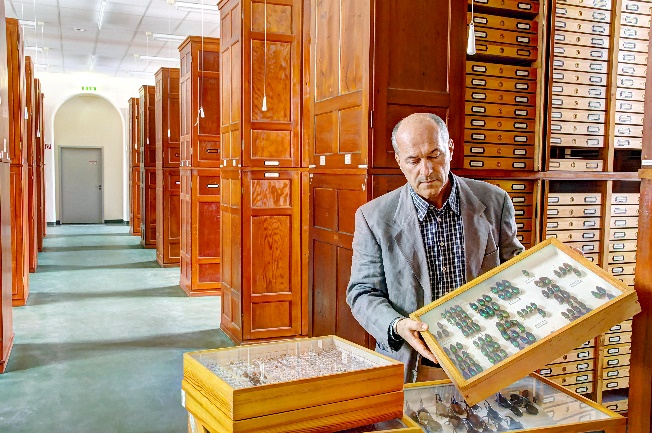
Коллекция немецкого общества Зенкенбергский музей естественной истории в Гёрлице включает около 38 млн экземпляров.

Насекомые являются наиболее популярной группой членистоногих для частных коллекционеров и научных коллекций. Это объясняется огромным количеством видов, большим разнообразием форм, их широким распространением, разнообразием размеров и цветов.
Коллекционирование насекомых зародилось давно. Ещё в середине XVIII века английские коллекционеры бабочек называли себя аурелианами — от лат. «aureus» — «золотой» (намёк на золотистую окраску куколок некоторых бабочек). В середине XIX века в интерьере викторианских домов непременно присутствует застеклённый шкаф, где наряду с раковинами морских моллюсков, окаменелостями и минералами выставлялись и засушенные насекомые.

## Виды коллекций
Энтомологические коллекции в первую очередь разделяют на частные и научные. Частные коллекции, в большей мере носят любительский характер и ориентируются на эстетичность, разнообразие и эффектность собранных экземпляров. Насекомые в такие коллекции подбираются по цветовой гамме, размерам, личным предпочтениям и материальным возможностям коллекционеров. В последнее время многие частные коллекции становятся выставочными, принося дополнительный доход их владельцам.
Научные коллекции представлены фондами музеев, университетов, научно-исследовательских институтов и т. д. Такие коллекции собираются научными работниками, которые проводят специализированные фаунистические, эволюционные и экологические исследования насекомых. Научные коллекции принято разделять на выставочные — предназначенные для всеобщего обзора — и фондовые, доступ к которым имеют лишь научные сотрудники.
Также энтомологические коллекции можно разделить на:
- Генеральная коллекция — собрание насекомых со всего мира или из конкретной страны, группы стран. В такой коллекции представлены основные виды. Наиболее распространённый вид энтомологических коллекций, начальная форма некоторых специализированных коллекций.
- Исследовательская коллекция — собрание насекомых, в котором на основе представленных видов рассматриваются некоторые специальные вопросы, представляющие интерес, но не получившие необходимого отражения в специализированных каталогах и литературе.
- Специализированная коллекция — собрание насекомых, построенное по особым принципам и охватывающее относительно небольшую часть какого-либо таксона или географической области (порой с ограниченным числом видом). В такой коллекции материал обычно стараются представить с максимальной полнотой.
- Тематическая коллекция — включает разнообразный энтомологический материал, раскрывающий с его помощью определённую тему. Примерами может служить коллекция бабочек, латинские названия которых восходят к древнегреческим богам и героям мифов.
- Учебная коллекция — вид энтомологической коллекции, разъясняющей какие-либо энтомологические понятия. К примеру, коллекция на тему: «Различия в строении представителей основных отрядов насекомых». Подобные коллекции часто могут служить учебными пособиями для кабинетов биологии и т. п.

## Правила оформления энтомологических коллекций
Каждый экспонат должен быть наколот на специальную энтомологическую булавку. После этого насекомое расправляют и снабжают этикеткой для сохранения научной ценности экспоната. Готовые экземпляры помещают в энтомологические коробки с дном из пенопласта либо изолона.

## Крупнейшие коллекции
Одна из крупнейших частных коллекций принадлежала банкиру и финансисту Уолтеру Ротшильду, собравшему за свою жизнь самую крупную на тот момент частную коллекцию в мире — около 2 миллионов 250 тысяч экземпляров бабочек. Ротшильд завещал лондонскому Британскому музею (ныне часть «Музея естествознания») всю свою основную коллекцию, включая собрание бабочек, благодаря чему собрание чешуекрылых музея стало одним из крупнейших в мире.
В России самые крупные коллекции бабочек хранятся в Зоологическом музее Московского государственного университета имени М. В. Ломоносова, в Зоологическом институте Российской академии наук в Санкт-Петербурге, в Дарвинском музее в Москве и в зоомузее Института систематики и экологии животных Сибирского отделения РАН в Новосибирске, в Биолого-почвенном институте Дальневосточного отделения РАН во Владивостоке.
Николай Михайлович Романов смог собрать крупнейшую на то время в России коллекцию чешуекрылых, состоящую из 110 220 экземпляров, включающих 13 904 видов. В том числе в коллекции насчитывалось 18 258 экземпляров булавоусых Палеарктики и 51 238 экземпляров разноусых бабочек (ночных, включая 18 988 микрочешуекрылых). В 1900 году коллекция вмещалась в 30 шкафах и была безвозмездно подарена Зоологическому музею Императорской академии наук
Основу фондов этих музеев, составляют частные коллекции, завещанные коллекционерами или приобретённые у их наследников. Крупнейшая коллекция, поступившая в Зоологический музей МГУ, насчитывающая около 84 000 экземпляров, была собрана знаменитым коллекционером Анатолием Васильевичем Цветаевым.
Одна из крупнейших частных коллекций бабочек на территории России принадлежит В. А. Калинину. В ней насчитывается более 800 тысяч экземпляров со всего мира.
Крупнейшая в мире частная коллекция бабочек принадлежит Томасу Витту. Она находится в Энтомологическом музее Томаса Витта и насчитывает более 10 миллионов экземпляров.
Крупнейшей на территории России и стран бывшего СССР коллекция жуков принадлежит Зоологическому институту Российской Академии наук. Она включает в себя около 6 миллионов экземпляров. Начало коллекции было положено в 1714 году Петром I при создании Кунсткамеры.